# A151 (Russland)
Die A151 ist eine Fernstraße föderaler Bedeutung in Russland. Sie verbindet im Wolgagebiet (Powolschje) die Stadt Ziwilsk, die etwa 40 Kilometer von der Hauptstadt der Republik Tschuwaschien entfernt liegt, mit Uljanowsk, dem Verwaltungszentrum der benachbarten Oblast Uljanowsk. Die A151 ist zwischen Kanasch und Uljanowsk ein Teil des Westeuropa-Westchina-Verkehrskorridors.
Die Straße überquert in südlicher bis südöstlicher Richtung die bis zu 300 Meter über das Niveau der Wolga ansteigende Hügellandschaft des nordöstlichen Teils der Wolgaplatte. Dabei führt sie auf einem kurzen Abschnitt auch durch den äußersten Westen der Republik Tatarstan.

## Geschichte
Die Weiterführung über 128 Kilometer von Uljanowsk bis Sysran an der M5 Moskau – Samara – Tscheljabinsk war früher Teil der A151, wurde aber in den 1990er-Jahren als Anschlussstrecke der M5 zugeordnet.